# Friedrich Spandöck
Friedrich Spandöck (* 12. August 1904 in Woytnicken, Landkreis Fischhausen (1939 bis 1945: Landkreis Samland, Ostpreußen); † 26. November 1966 in München) war ein deutscher Akustiker. 

## Leben
Er studierte Starkstromtechnik und Volkswirtschaft in Danzig und München und erwarb 1928 sein Diplom. 
1934 trat er in das Zentrallaboratorium für Schallgeräte der Siemens & Halske AG Berlin ein, zunächst für die Entwicklung von Mikrofonen und elektrischer Messgeräte, später als Vorsteher eines akustischen Laboratoriums.
Um 1943 leitete er die Arbeitsgruppe Akustik auf Siemens Heinenhof in Neu Fahrland. In den Wirren der letzten Kriegstage rettete er das gesamte Inventar auf seinen Versuchs-Schiffen nach Mölln in Holstein, so dass bei Wiederaufnahme der Arbeiten in den akustischen Laboratorien von Siemens & Halske in Erlangen, München und Hannover ein reichhaltiges Instrumentarium zur Verfügung stand. 
1945 arbeitete er für die Deutsche Grammophon in Hannover an einer neuen Plattenaufnahmeapparatur. Im gleichen Jahr wurde er in Erlangen Leiter des elektroakustischen Labors von Siemens & Halske, das dann nach Heidenheim verlegt wurde. 
1948 übernahm er an der Technischen Hochschule Karlsruhe Lehraufträge für Elektroakustik, Raum- und Bauakustik und Lärmentstörung. 1954 wurde er von der TH Karlsruhe zum Honorarprofessor für Elektroakustik ernannt. 1955 wurde Spandöck stellvertretender Leiter des Simens-Archiv und -Museums in München. 1956 wurde er auch Honorar-Professor für Technische Physik der Technischen Hochschule München.
Er war Leiter der Fachgruppe Elektroakustik der NTG (Nachrichtentechnische Gesellschaft im VDE). 

## Veröffentlichungen
- Beiträge zur Raumakustik: I. Experimentelle Untersuchung der akustischen Eigenschaften von Baustoffen durch die Kurztonmethode; II. Akustische Modellversuche. In: Annalen der Physik, 5 Folge, Bd. 20 (1934), Heft 3, S. 328–360 (München, Techn. Hochsch., Diss., 1933).
- mit Wilhelm Janovsky: Aufbau und Untersuchung eines schallgedämpften Raumes. In: Akustische Zeitschrift. Bd. 2 (1936), Heft 6, S. 322–331.
- Weshalb sind zur Abstrahlung tieffrequenten Schalles grossflächige Membranen erforderlich?; 1945
- Technische Akustik: Skriptum nach Vorlesungen an der Technischen Hochschule Karlsruhe. Karlsruhe 1955.